# ديان توفت
ديان توفت (مواليد 1947) مصورة أمريكية تركز على تصوير الطبيعة والمناظر الطبيعية، وتوثق آثار البيئة على المناظر الطبيعية للأرض. تقيم في مدينة نيويورك.

## النشأة والتعليم
ولدت تافت وترعرعت في شرق هارتفورد بولاية كونيتيكت. تخرجت من جامعة كونيتيكت بشهادة في الرياضيات. بعد التخرج، انتقلت إلى مدينة نيويورك للعمل كمساعد اكتواري. شغلت لاحقًا وظائف في شركة بوروز وشركة تصميم الكمبيوتر. خلال هذا الوقت، درست التصوير الفوتوغرافي في المدرسة الجديدة والمركز الدولي للتصوير الفوتوغرافي. تزوجت توفت في عام 1971 وأثناء تربية أسرة درست الفن في معهد برات في بروكلين من 1981 إلى 1989.

## المسار مهني

### أعمال غير مرئية وأعمال أخرى (1998-2011)
بدأت توفت عملها في عام 1998 بصور من الثلج والجليد في أسبن، كولورادو. هناك جربت لأول مرة فيلم الأشعة تحت الحمراء، حيث يمكن للصور التقاط موجات ضوء الأشعة تحت الحمراء التي انعكست وانكسرت على المناظر الطبيعية، والتي تتجاوز الطيف المرئي البشري. أصبحت هذه الصور مطبوعات بلاتينية، وأسفرت عن أول معرض فردي لها، التقطير، في معرض هوليس تاجارت
```
في 
مدينة نيويورك
 في عام 
1999
.
[
2
]
 واصلت التصوير خارج الطيف المرئي، مع التركيز على التأثيرات المرئية لموجات الضوء 
فوق البنفسجية
 على المناظر الطبيعية 
للأرض
. بدأت توفت في 
السفر
 إلى المناطق المستنفدة 
للأوزون
 حيث تصل كميات أكبر من 
الأشعة فوق البنفسجية
 إلى 
الأرض
. أدى هذا إلى الاهتمام بتغير 
المناخ
 وقضايا بيئية أخرى.
[
2
]
[
5
]
 بدأت 
تصوير
 المناظر الطبيعية في 
القطب الشمالي
 في عام 2001،
[
5
]
 وقالت إن هدف عملها هو إظهار حقائق الاحترار العالمي وتأثيره على الأرض.
[
6
]
 غالبًا ما توثق المناظر الطبيعية الجليدية من خلال 
التصوير الجوي
[
5
]
 من أجل التقاط «الصفات النحتية للمياه المجمدة.» في عام 2008، نشرت توفت أول دراسة لها، الغيب: ما وراء الطيف المرئي، وهو عرض استعادي لصورها بين عامي 1998 و 2007، ويضم الغرب الأمريكي ونيبال 
وشمال إفريقيا
 
وأيسلندا
 
وغرينلاند
. كتب 
ويليام فوكس
، مدير مركز الفن والبيئة في 
متحف نيفادا
 للفنون.
[
2
]
[
7
]
```

في عام 2006، أنشأت توفت تركيبًا بحجم الغرفة، انعكاس داخلي، يجمع بين النحت والضوء والصوت والتصوير الفوتوغرافي. تم عرضه في متحف كاتونا للفنون في مدينة نيويورك وفي آرت لوس أنجلوس في سانتا مونيكا، كاليفورنيا. سلسلتها 2008 سولت لايك ريكوندرس، التي عرضت في أميرينجر ويوهي للفنون الجميلة في مدينة نيويورك ومركز كيمبال للفنون في بارك سيتي، يوتا، ظهرت صور جوية لبحيرة سولت العظمى. توثق سلسلة صور توفت الآيسلندية الجليدية في عام 2001 والأيسلندية ساجاس في عام 2008 تغير الأنهار الجليدية في أيسلندا بسبب تغير المناخ. في عام 2010، زارت توفت أيسلندا، حيث قامت بإنشاء سلسلتها (ما بعد الكارثة)، وهي مجموعة من الصور الجوية لمركز آيسلندا وثوران، الجزيرة الجبلية.
.

### غوندوانا (2012-14)
حصلت توفت على منحة مؤسسة العلوم الوطنية لعام 2012 لاستكشاف التأثيرات البصرية لاستنفاد الأوزون على المناظر الطبيعية في أنتاركتيكا. في أكتوبر 2012، سافرت إلى القارة القطبية الجنوبية، حيث عاشت في محطة ماكموردو لمدة ستة أسابيع. الصور الناتجة التي تم جمعها في كتابها لعام 2014 جندوانا: صور لأرض قديمة ركزت على الآثار التي تركتها البيئة القاسية في القارة القطبية الجنوبية على تشكيل المناظر الطبيعية. تشمل هذه الصور البحيرات الجليلة في الوديان الجافة في القارة القطبية الجنوبية، حيث حوصرت ملايين السنين من الغازات في الجليد، وتشكيلات الغاز البركاني، والصدوع الجليدية التي تسجل ملايين السنين من تراكم الثلوج، والتهوية التي تشكلها الرياح الشديدة المستمرة. كتبت إليزابيث سوسمان، أمينة التصوير في متحف ويتني للفن الأمريكي مقدمة الكتاب.

### ذوبان القطب الشمالي (2015 إلى الوقت الحاضر)
خلال صيف 2015 و2016، استكشف توفت القطب الشمالي لتوثيق الذوبان الشديد الذي كان يحدث في جميع أنحاء المنطقة. شملت رحلتها الأنهار الجليدية الجبلية والمياه المحيطة بها سفالبارد، النرويج، والجليد البحري في المحيط المتجمد الشمالي بما في ذلك القطب الشمالي، والجبال الجليدية والغطاء الجليدي في غرينلاند. سلسلة توفت، ذوبان القطب الشمالي: صور المناظر الطبيعية المخيبة للآمال، أسفرت عن العديد من المعارض في جميع أنحاء العالم، بالإضافة إلى فيلم وكتاب مدته ثلاث دقائق. كتب عالم المناخ جو روم مقدمة الكتاب. تم تقديم الفيلم في يوم الأرض في مارس للعلوم في المركز الوطني في واشنطن العاصمة، وتم ترشيح معرض «ذوبان القطب الشمالي» في معرض مارلبورو لجائزة الفنون الجميلة العالمية في فئة «الكوكب العالمي» في أكتوبر 2017.

### مجموعات
عملت توفت في مجموعات دائمة من متحف ويتني للفن الأمريكي في مانهاتن، والمركز الدولي للتصوير الفوتوغرافي في مانهاتن، ومتحف باريش للفنون في ووتر ميل، نيويورك.

## الحياة الشخصية
تعيش توفت مع زوجها توم توفت في مدينة نيويورك. لديهم ثلاثة أطفال.

## المعارض الفردية
- التقطير، معارض هوليس تاجارت، نيويورك، 1999[2]
- الحقيقة في عين الناظر، متحف الفنون والعلوم، دايتونا، فلوريدا، 2004
- انعكاس داخلي، الفن LA، سانتا مونيكا، كاليفورنيا، 2005؛ متحف كاتونا للفنون، نيويورك، 2006
- إعادة النظر في سالت ليك، أمرينجر ويوهي للفنون الجميل، نيويورك، 2008؛ مركز كيمبال للفنون، بارك سيتي، يوتا، 2009؛ معرض Quogue، نيويورك، 2016[19]
- القطب الشمالي غير المرئي،2008-2009، نبض، نيويورك، 2010
- أعقاب، معرض مارلبورو، نيويورك، 2012
- القطب الشمالي: صور من جرينلاند وأيسلندا 2001-2008، مركز ساوثامبتون، نيويورك، 2013
- جندوانا: صور أرض قديمة، معرض مارلبورو، نيويورك، 2014
- تصوير أنتاركتيكا: مختارات من غوندوانا، صور لأرض قديمة، متحف بروس للفنون والعلوم، غرينتش، CT، 2014-15[20]
- الشرق إلى الغرب، مركز ساوثهامبتون للفنون، ساوثهامبتون، نيويورك، 2015
- ذوبان القطب الشمالي، معرض مارلبورو، نيويورك، 2017؛ هاربا، ريكيافيك، أيسلندا، 2017؛ الأكاديمية الوطنية للعلوم، واشنطن العاصمة، 2017-18[21]

## قائمة المراجع
- غير مرئي: ما وراء الطيف المرئي (2009، Ameringer Yohe Fine Art ،ISBN 978-0982081013) - مقدمة بقلم ويليام فوكس.
- جندوانا: صور أرض قديمة (2014، Assouline Publishing ،ISBN 978-1614281993) - مقدمة بقلم إليزابيث سوسمان.
- ذوبان القطب الشمالي: صور المناظر الطبيعية المختفية (2017، Assouline Publishing ،ISBN 978-1614285861) - مقدمة بقلم جو روم.